# Robert Maynard

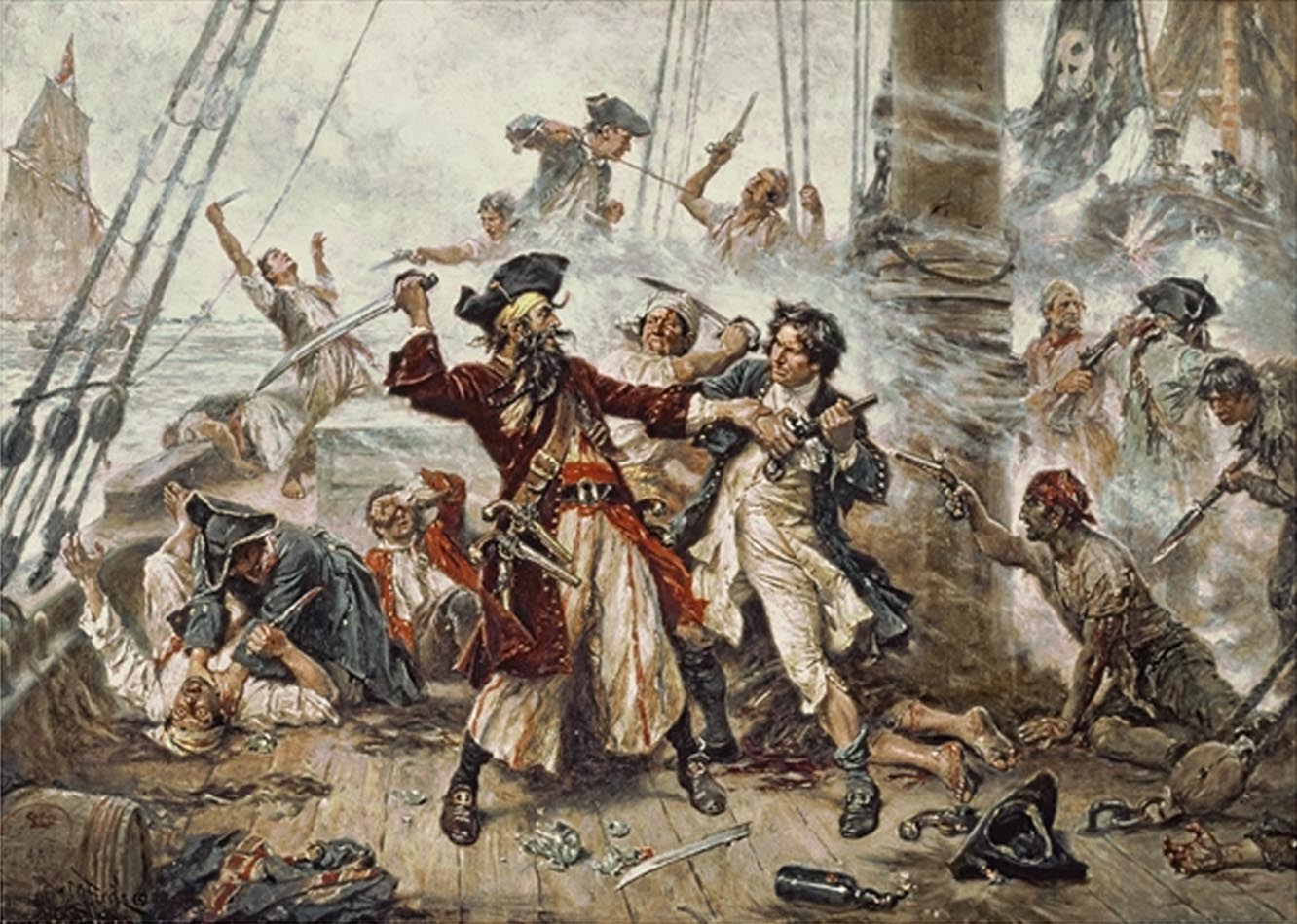
Robert Maynard im Kampf mit Blackbeard. Gemälde von Jean Leon Gerome Ferris

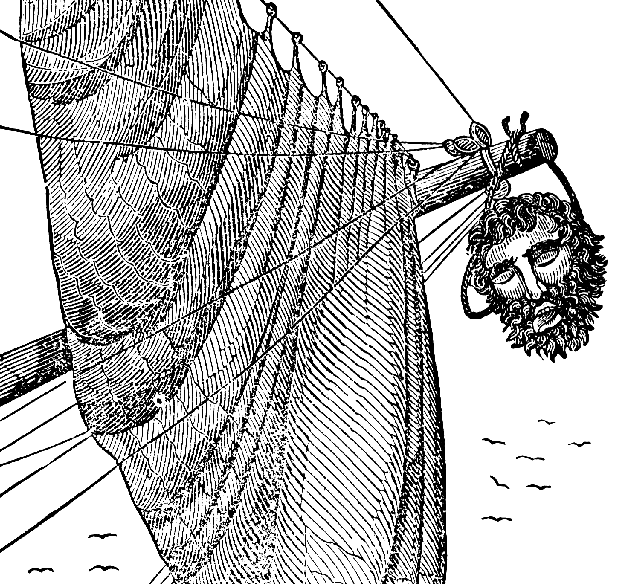
Blackbeards Kopf an Maynards Schiff

Robert Maynard (* 19. September 1684 in Dartford, Kent; † 1. Januar 1751 in Great Mongeham, Kent) war ein britischer Marineoffizier, zuletzt im Rang eines Captain. Er ist berühmt für seinen Sieg über den Piraten Blackbeard.

## Leben
Er wurde 1684 in England geboren und trat später in die englische Marine ein. Im Januar 1707 wurde er zum Lieutenant befördert und war 1709 dritter Leutnant auf der Bedford. 
1718 diente er als Lieutenant auf der Pearl, als der Gouverneur von Virginia, Alexander Spotswood, ihm das Kommando über zwei Sloops, die Ranger und die Jane, gab, um Blackbeard im seichten Gewässer vor Ocracoke zu stellen. Maynard erreichte Ocracoke (im Norden von Carolina) am 21. November 1718. Blackbeard attackierte als Erster und feuerte auf die Sloops, wobei mehrere von Maynards Leuten ihr Leben verloren. Maynard setzte daraufhin auf eine List und hielt die meisten seiner Männer unter Deck versteckt, worauf Blackbeard annahm, dass die Schiffe der Royal Navy und ihre Besatzung schweren Schaden genommen hatten. Er befahl, sie zu entern. Als er mit seinen Leuten auf das Deck von Maynards Schiff übersetzte, schnappte die Falle zu und ein schwerer Kampf entbrannte. Im Laufe des Gefechtes trafen Maynard und Blackbeard direkt aufeinander. Bei diesem Zweikampf fiel Blackbeard; sein Körper wies, wie sich anschließend zeigte, ca. 20 Stich- und 5 Schusswunden auf. Lieutenant Robert Maynard köpfte den Piraten, band den Kopf an den Bugausleger seines Schiffes und ließ die Segel in Richtung Virginia setzen, wo die gefangengenommenen übrigen Piraten gehängt wurden.
1740 wurde Maynard zum Captain befördert und kommandierte zuletzt die Ipswich.